# Pájaro azul
El Pájaro Azul es un aguardiente típico de la región interandina del Ecuador. Este licor es originario de la provincia de Bolívar y está hecho a base de aguardiente de caña de azúcar con un grado aproximado de alcohol en 30° GL.
Esta una bebida alcohólica cuya apariencia es de color azulado y según fuentes locales se enlistan entre los ingredientes hojas de naranja, mandarina, caldo y carne de gallina y anisado de caña; además, es una de las preferidas por los habitantes y turistas que visitan el tradicional carnaval celebrado en las calles de Guaranda anualmente.
La apariencia del aguardiente de tono azulado es por la refracción del firmamento a través del líquido, cuando se brinda elevando la copa dónde está servido el licor, de allí su nombre "Pájaro Azul", su elaboración es ancestral y las variaciones de sus ingredientes han trascendido en el tiempo mediante la tradición oral, cada "hacendado" o su familia tenían preferencias en los aderezos de la bebida, destilación, maceración y duración del proceso. En las décadas del 60 y 70 se forjó el emprendimiento de la Sociedad Industrial Licorera de Bolívar, SILEBSA, que llegó a exportar a Colombia y Perú, un derivado de esta denominación que se llamó Anisado El Gato.

### Producción
Actualmente el Pájaro Azul es producido por varias destiladoras artesanales de la zona subtropical de la provincia Bolívar, ciertos emprendimientos han realizado los trámites necesarios para poder comercializar bajo una marca registrada, tal es el caso de Azulito Guarandeño, Pishco Blue, Don Dago, Blue Bird.

### Tradición
El Pájaro Azul tradicionalmente se lo consume en las fiestas populares y en las grandes celebraciones como matrimonios, inauguraciones, fiestas parroquiales, fiestas cantonales, fin de año, pero especialmente se lo brinda en el Carnaval de Guaranda donde los participantes de las comparsas lo reparten generosamente a los visitantes. En las zonas rurales también es costumbre acompañar con Pájaro Azul el velorio.